# Nizozemsko na Eurovision Song Contest
Nizozemsko se zúčastnilo 65 ročníků soutěže Eurovision Song Contest, poprvé v roce 1956, bylo tak jedním ze sedmi států, které se účastnily prvního ročníku. Země soutěž vynechala pouze čtyřikrát, dvakrát z důvodu konání svátku Dne národní paměti (1985 a 1991) a dvakrát kvůli špatnému výsledku z předchozího roku (1995 a 2002).
Nizozemsko soutěž vyhrálo pětkrát – Corry Brokken vyhrála v roce 1957 s písní „Net als toen“, Teddy Scholten soutěž ovládla o dva roky později se skladbou „Een beetje“, Lenny Kuhr vyhrála společně s dalšími třemi interprety v roce 1969 s písní „De troubadour“, skupina Teach-In ovládla soutěž se skladbou „Ding-a-dong“ v roce 1975 a poslední trofej získal Duncan Laurence v roce 2019 s písní „Arcade“. Mezi pět nejlepších se probojovali ještě Sandra a Andres (4. místo s písní „Als het om de liefde gaat“ v roce 1972), Mouth and MacNeal (3. místo s písní „I See a Star“ v roce 1974), Maggie MacNeal (5. místo s písní „Amsterdam“ v roce 1980), Marcha (5. místo s písní „Rechtop in de wind“ v roce 1987), Edsilia Rombley (4. místo s písní „Hemel en aarde“ v roce 1998) a The Common Linnets (2. místo s písní „Calm After the Storm“ v roce 2014).
Nizozemsko skončilo čtyřikrát na posledním místě, a to v letech 1958, 1962, 1963 a 1968. V roce 2011 se pak země umístila na poslední příčce v semifinále. Od roku 2004, kdy byla zavedena semifinálová kola, země do finále nepostoupila 8krát v řadě mezi lety 2005 a 2012, od té doby ale ve finále chyběla pouze třikrát, naposledy v roce 2024 z důvodu diskvalifikace interpreta, který původně do finále postoupil.
Nizozemsko soutěž pořádala pětkrát – v Hilversumu (1958), Amsterdamu (1970), Haagu (1976 a 1980) a Rotterdamu (2021).
V roce 2000 bylo kvůli výbuchu ohňostrojových materiálů v nizozemském Enschede, který zabil přes 20 lidí, přerušeno vysílání finálového večera. Hlasy od porot tak nebyly oznámeny tradičně a divácké hlasování neproběhlo.

## Výsledky
| Rok                    | Interpret                 | Píseň                          | Jazyk                     | Finále         | Finále         | Semifinále                  | Semifinále                  |
| Rok                    | Interpret                 | Píseň                          | Jazyk                     | Pořadí         | Body           | Pořadí                      | Body                        |
| ---------------------- | ------------------------- | ------------------------------ | ------------------------- | -------------- | -------------- | --------------------------- | --------------------------- |
| 1956                   | Jetty Paerl               | „De vogels van Holland“        | nizozemština              | —              | —              | nekonalo se                 | nekonalo se                 |
| 1956                   | Corry Brokken             | „Voorgoed voorbij“             | nizozemština              | —              | —              | nekonalo se                 | nekonalo se                 |
| 1957                   | Corry Brokken             | „Net als toen“                 | nizozemština              | 1.             | 31             | nekonalo se                 | nekonalo se                 |
| 1958                   | Corry Brokken             | „Heel de wereld“               | nizozemština              | 9.             | 1              | nekonalo se                 | nekonalo se                 |
| 1959                   | Teddy Scholten            | „Een beetje“                   | nizozemština              | 1.             | 21             | nekonalo se                 | nekonalo se                 |
| 1960                   | Rudi Carrell              | „Wat een geluk“                | nizozemština              | 12.            | 2              | nekonalo se                 | nekonalo se                 |
| 1961                   | Greetje Kauffeld          | „Wat een dag“                  | nizozemština              | 10.            | 6              | nekonalo se                 | nekonalo se                 |
| 1962                   | De Spelbrekers            | „Katinka“                      | nizozemština              | 13.            | 0              | nekonalo se                 | nekonalo se                 |
| 1963                   | Annie Palmen              | „Een speeldoos“                | nizozemština              | 13.            | 0              | nekonalo se                 | nekonalo se                 |
| 1964                   | Anneke Grönloh            | „Jij bent mijn leven“          | nizozemština              | 10.            | 2              | nekonalo se                 | nekonalo se                 |
| 1965                   | Conny Vandenbos           | „t Is genoeg“                  | nizozemština              | 11.            | 5              | nekonalo se                 | nekonalo se                 |
| 1966                   | Milly Scott               | „Fernando en Filippo“          | nizozemština              | 15.            | 2              | nekonalo se                 | nekonalo se                 |
| 1967                   | Thérèse Steinmetz         | „Ring-dinge-ding“              | nizozemština              | 14.            | 2              | nekonalo se                 | nekonalo se                 |
| 1968                   | Ronnie Tober              | „Morgen“                       | nizozemština              | 16.            | 1              | nekonalo se                 | nekonalo se                 |
| 1969                   | Lenny Kuhr                | „De troubadour“                | nizozemština              | 1.             | 18             | nekonalo se                 | nekonalo se                 |
| 1970                   | Hearts of Soul            | „Waterman“                     | nizozemština              | 7.             | 7              | nekonalo se                 | nekonalo se                 |
| 1971                   | Saskia and Serge          | „Tijd“                         | nizozemština              | 6.             | 85             | nekonalo se                 | nekonalo se                 |
| 1972                   | Sandra a Andres           | „Als het om de liefde gaat“    | nizozemština              | 4.             | 106            | nekonalo se                 | nekonalo se                 |
| 1973                   | Ben Cramer                | „De oude muzikant“             | nizozemština              | 14.            | 69             | nekonalo se                 | nekonalo se                 |
| 1974                   | Mouth and MacNeal         | „I See a Star“                 | angličtina                | 3.             | 15             | nekonalo se                 | nekonalo se                 |
| 1975                   | Teach-In                  | „Ding-a-dong“                  | angličtina                | 1.             | 152            | nekonalo se                 | nekonalo se                 |
| 1976                   | Sandra Reemer             | „The Party's Over“             | angličtina                | 9.             | 56             | nekonalo se                 | nekonalo se                 |
| 1977                   | Heddy Lester              | „De mallemolen“                | nizozemština              | 12.            | 35             | nekonalo se                 | nekonalo se                 |
| 1978                   | Harmony                   | „t Is OK“                      | nizozemština              | 13.            | 37             | nekonalo se                 | nekonalo se                 |
| 1979                   | Xandra                    | „Colorado“                     | nizozemština              | 12.            | 51             | nekonalo se                 | nekonalo se                 |
| 1980                   | Maggie MacNeal            | „Amsterdam“                    | nizozemština              | 5.             | 93             | nekonalo se                 | nekonalo se                 |
| 1981                   | Linda Williams            | „Het is een wonder“            | nizozemština              | 9.             | 51             | nekonalo se                 | nekonalo se                 |
| 1982                   | Bill van Dijk             | „Jij en ik“                    | nizozemština              | 16.            | 8              | nekonalo se                 | nekonalo se                 |
| 1983                   | Bernadette                | „Sing Me a Song“               | nizozemština, angličtina  | 7.             | 66             | nekonalo se                 | nekonalo se                 |
| 1984                   | Maribelle                 | „Ik hou van jou“               | nizozemština              | 13.            | 34             | nekonalo se                 | nekonalo se                 |
| bez účasti v roce 1985 |                           |                                |                           |                |                | nekonalo se                 | nekonalo se                 |
| 1986                   | Frizzle Sizzle            | „Alles heeft ritme“            | nizozemština              | 13.            | 40             | nekonalo se                 | nekonalo se                 |
| 1987                   | Marcha                    | „Rechtop in de wind“           | nizozemština              | 5.             | 83             | nekonalo se                 | nekonalo se                 |
| 1988                   | Gerard Joling             | „Shangri-La“                   | nizozemština              | 9.             | 70             | nekonalo se                 | nekonalo se                 |
| 1989                   | Justine Pelmelay          | „Blijf zoals je bent“          | nizozemština              | 15.            | 45             | nekonalo se                 | nekonalo se                 |
| 1990                   | Maywood                   | „Ik wil alles met je delen“    | nizozemština              | 15.            | 25             | nekonalo se                 | nekonalo se                 |
| bez účasti v roce 1991 |                           |                                |                           |                |                | nekonalo se                 | nekonalo se                 |
| 1992                   | Humphrey Campbell         | „Wijs me de weg“               | nizozemština              | 9.             | 67             | nekonalo se                 | nekonalo se                 |
| 1993                   | Ruth Jacott               | „Vrede“                        | nizozemština              | 6.             | 92             | Kvalifikacija za Millstreet | Kvalifikacija za Millstreet |
| 1994                   | Willeke Alberti           | „Waar is de zon“               | nizozemština              | 23.            | 4              | nekonalo se                 | nekonalo se                 |
| bez účasti v roce 1995 |                           |                                |                           |                |                | nekonalo se                 | nekonalo se                 |
| 1996                   | Maxine a Franklin Brown   | „De eerste keer“               | nizozemština              | 7.             | 78             | 9.                          | 63                          |
| 1997                   | Mrs. Einstein             | „Niemand heeft nog tijd“       | nizozemština              | 22.            | 5              | nekonalo se                 | nekonalo se                 |
| 1998                   | Edsilia                   | „Hemel en aarde“               | nizozemština              | 4.             | 150            | nekonalo se                 | nekonalo se                 |
| 1999                   | Marlayne                  | „One Good Reason“              | angličtina                | 8.             | 71             | nekonalo se                 | nekonalo se                 |
| 2000                   | Linda Wagenmakers         | „No Goodbyes“                  | angličtina                | 13.            | 40             | nekonalo se                 | nekonalo se                 |
| 2001                   | Michelle                  | „Out on My Own“                | angličtina                | 18.            | 16             | nekonalo se                 | nekonalo se                 |
| bez účasti v roce 2002 |                           |                                |                           |                |                | nekonalo se                 | nekonalo se                 |
| 2003                   | Esther Hart               | „One More Night“               | angličtina                | 13.            | 45             | nekonalo se                 | nekonalo se                 |
| 2004                   | Re-union                  | „Without You“                  | angličtina                | 20.            | 11             | 6.                          | 146                         |
| 2005                   | Glennis Grace             | „My Impossible Dream“          | angličtina                | nepostup       | nepostup       | 14.                         | 53                          |
| 2006                   | Treble                    | „Amambanda“                    | umělý, angličtina         | nepostup       | nepostup       | 20.                         | 22                          |
| 2007                   | Edsilia Rombley           | „On Top of the World“          | angličtina                | nepostup       | nepostup       | 21.                         | 38                          |
| 2008                   | Hind                      | „Your Heart Belongs to Me“     | angličtina                | nepostup       | nepostup       | 13.                         | 27                          |
| 2009                   | The Toppers               | „Shine“                        | angličtina                | nepostup       | nepostup       | 17.                         | 11                          |
| 2010                   | Sieneke                   | „Ik ben verliefd (Sha-la-lie)“ | nizozemština              | nepostup       | nepostup       | 14.                         | 29                          |
| 2011                   | 3JS                       | „Never Alone“                  | angličtina                | nepostup       | nepostup       | 19.                         | 13                          |
| 2012                   | Joan Franka               | „You and Me“                   | angličtina                | nepostup       | nepostup       | 15.                         | 35                          |
| 2013                   | Anouk                     | „Birds“                        | angličtina                | 9.             | 114            | 6.                          | 75                          |
| 2014                   | The Common Linnets        | „Calm After the Storm“         | angličtina                | 2.             | 238            | 1.                          | 150                         |
| 2015                   | Trijntje Oosterhuis       | „Walk Along“                   | angličtina                | nepostup       | nepostup       | 14.                         | 33                          |
| 2016                   | Douwe Bob                 | „Slow Down“                    | angličtina                | 11.            | 153            | 5.                          | 197                         |
| 2017                   | OG3NE                     | „Lights and Shadows“           | angličtina                | 11.            | 150            | 4.                          | 200                         |
| 2018                   | Waylon                    | „Outlaw in 'Em“                | angličtina                | 18.            | 121            | 7.                          | 174                         |
| 2019                   | Duncan Laurence           | „Arcade“                       | angličtina                | 1.             | 498            | 1.                          | 280                         |
| 2020                   | Jeangu Macrooy            | „Grow“                         | angličtina                | ročník zrušen  | ročník zrušen  | ročník zrušen               | ročník zrušen               |
| 2021                   | Jeangu Macrooy            | „Birth of a New Age“           | angličtina, surinamština  | 23.            | 11             | hostitelská země            | hostitelská země            |
| 2022                   | S10                       | „De diepte“                    | nizozemština              | 11.            | 171            | 2.                          | 221                         |
| 2023                   | Mia Nicolai a Dion Cooper | „Burning Daylight“             | angličtina                | nepostup       | nepostup       | 13.                         | 7                           |
| 2024                   | Joost Klein               | „Europapa“                     | nizozemština              | diskvalifikace | diskvalifikace | 2.                          | 182                         |
| 2025                   | Claude                    | „C'est la vie“                 | francouzština, angličtina | 12.            | 175            | 3.                          | 121                         |

| Legenda | Legenda                              |
| ------- | ------------------------------------ |
| 1       | 1. místo                             |
| 2       | 2. místo                             |
| 3       | 3. místo                             |
| ◁       | poslední místo                       |
| X       | interpret vybrán, ale nezúčastnil se |

## Galerie

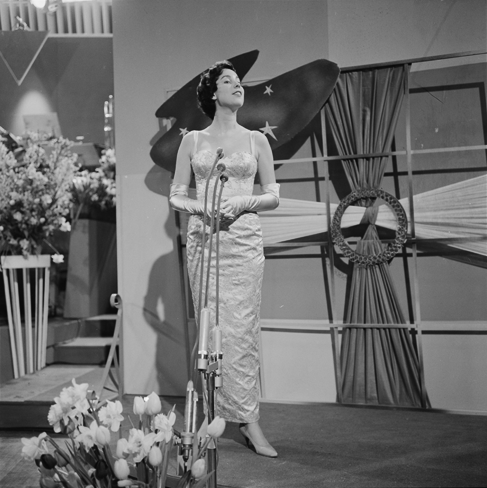
Corry Brokken v Hilversumu (1958)
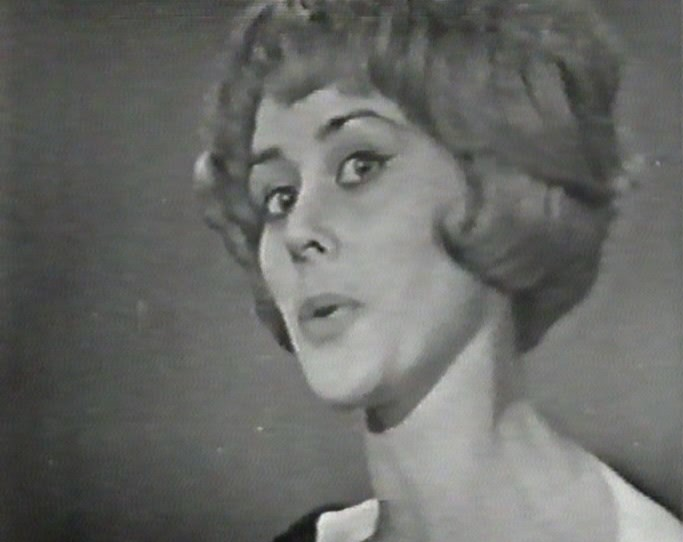
Conny Vandenbos v Neapoli (1965)
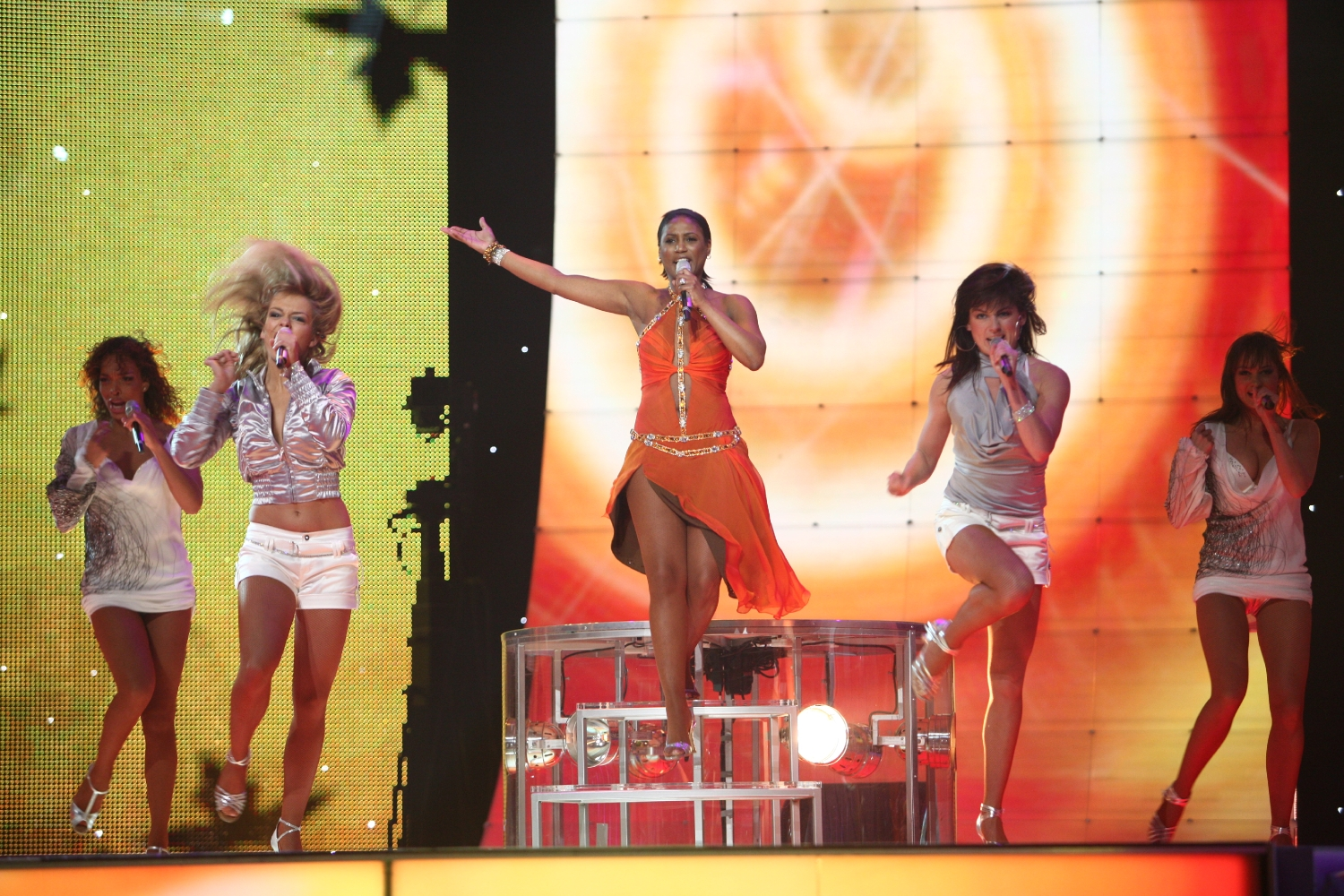
Edsilia Rombley v Helsinkách (2007)
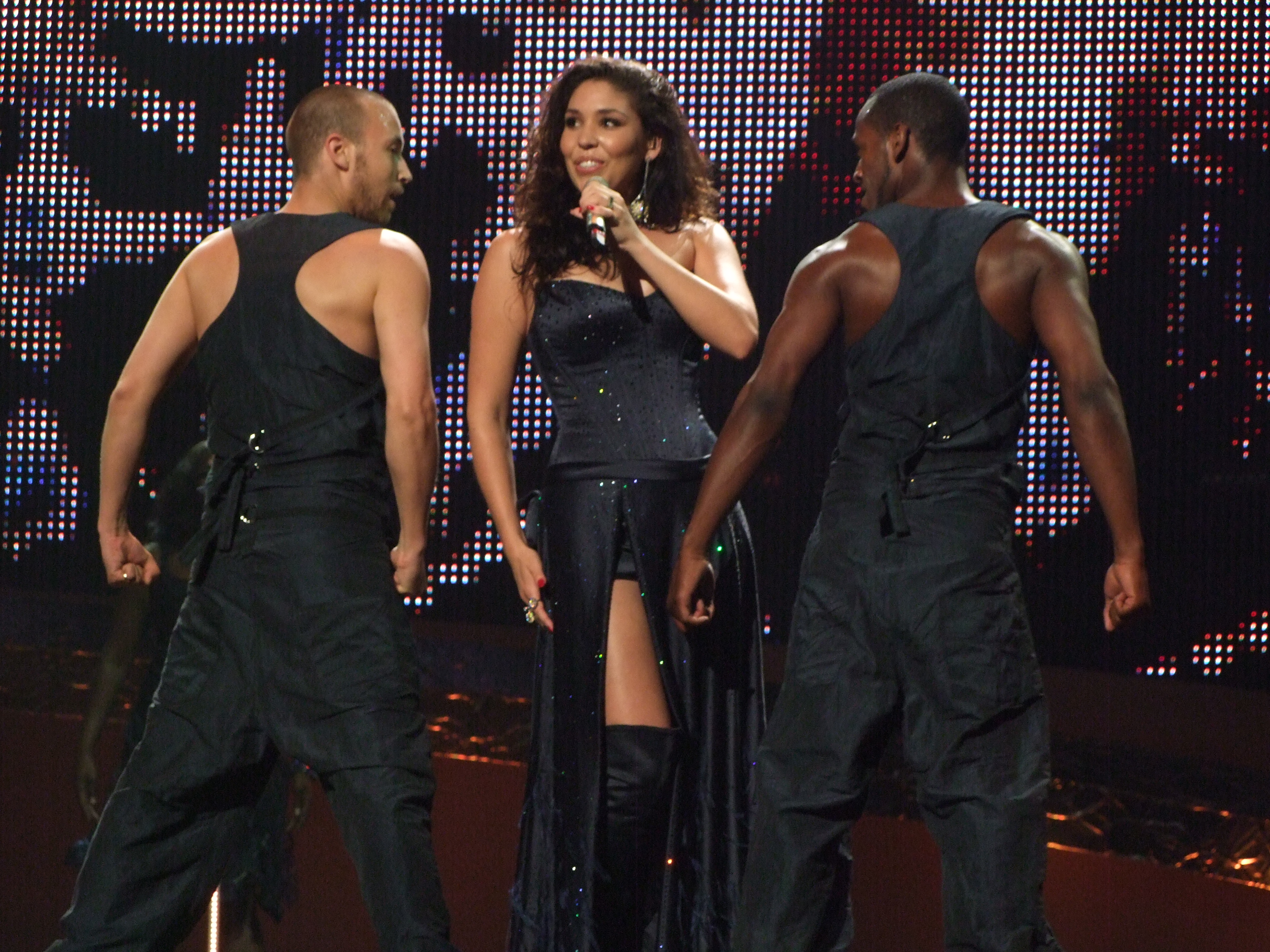
Hind v Bělehradu (2008)
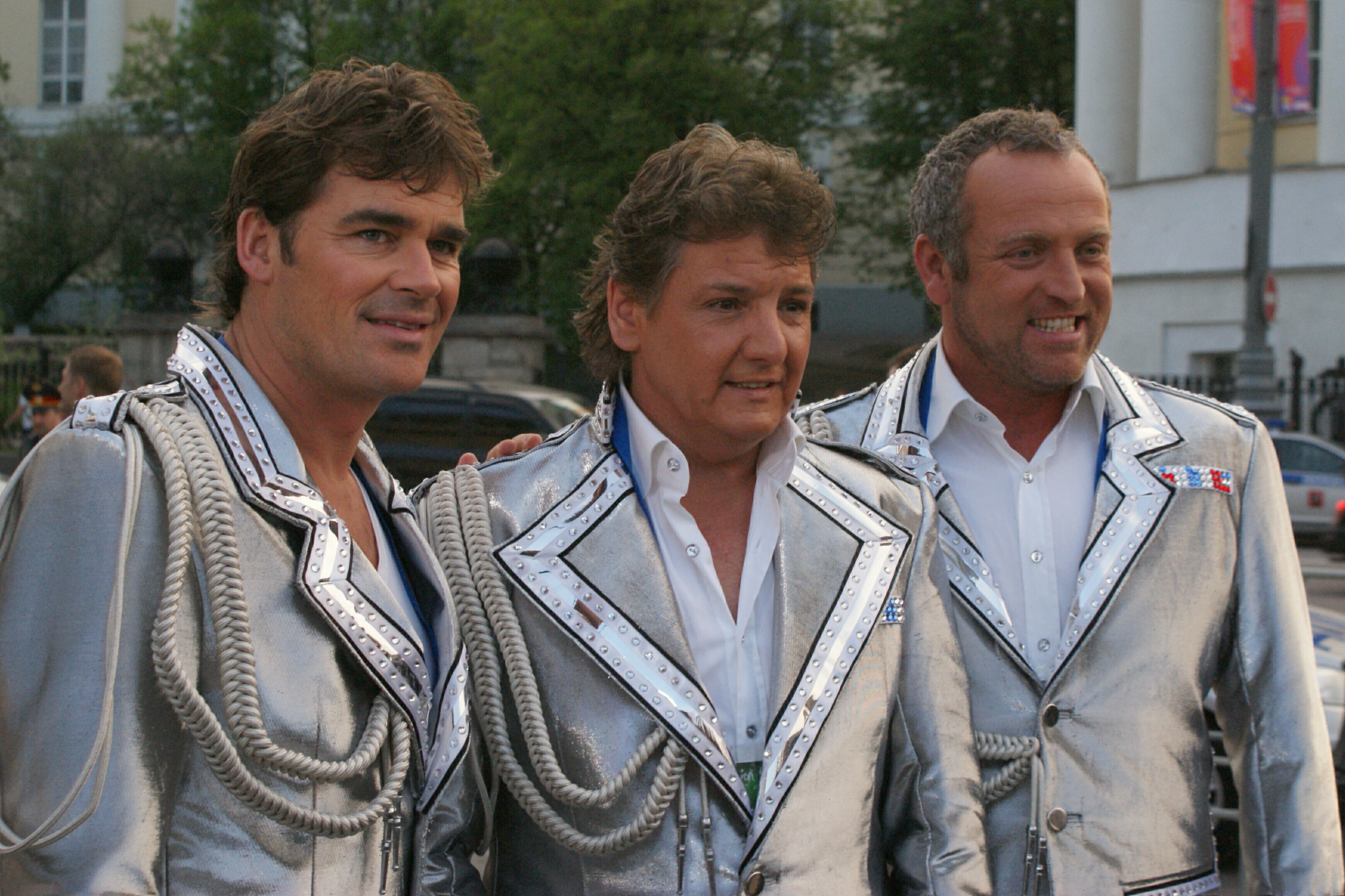
De Toppers v Moskvě (2009)
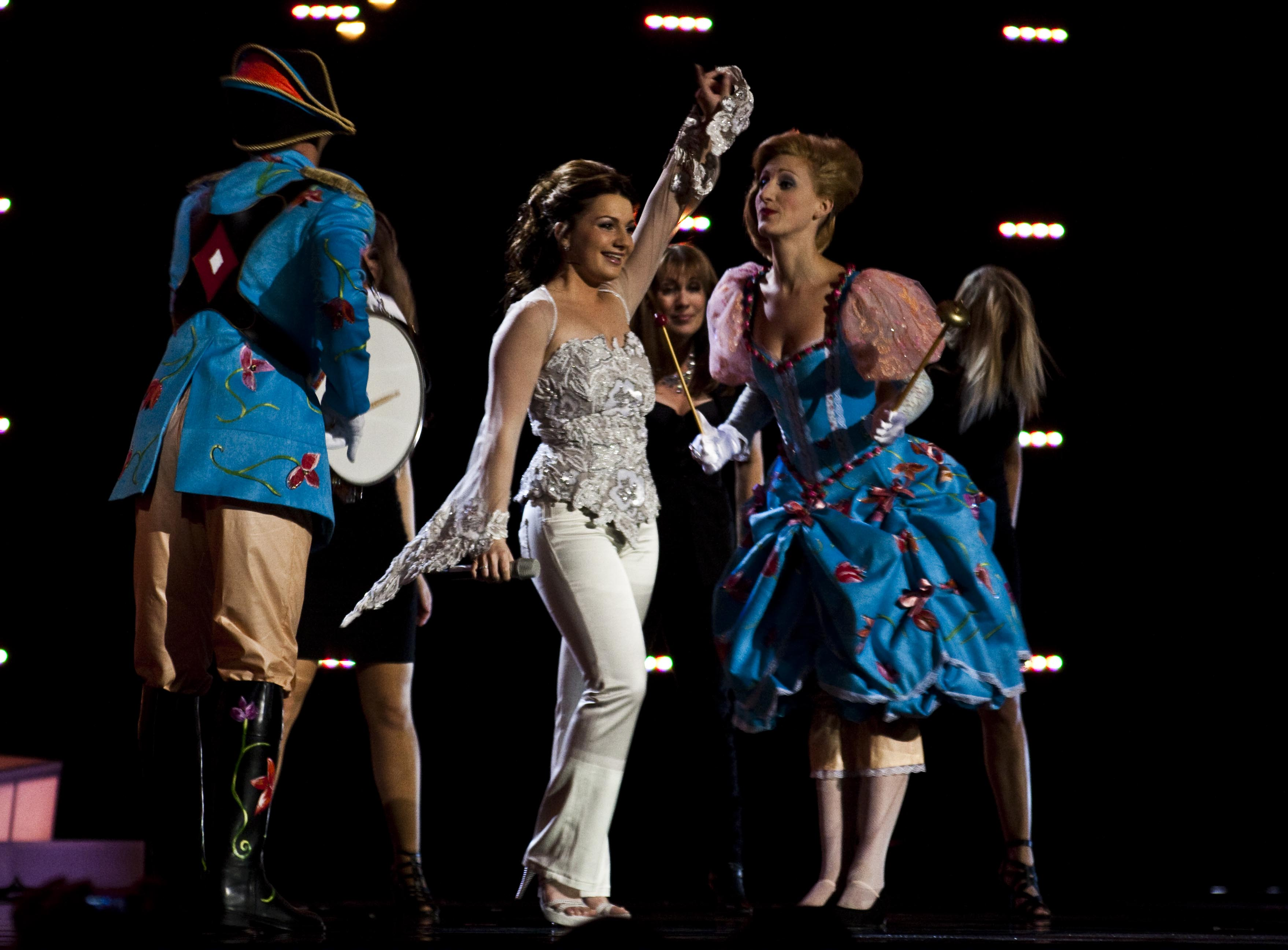
Sieneke v Oslu (2010)
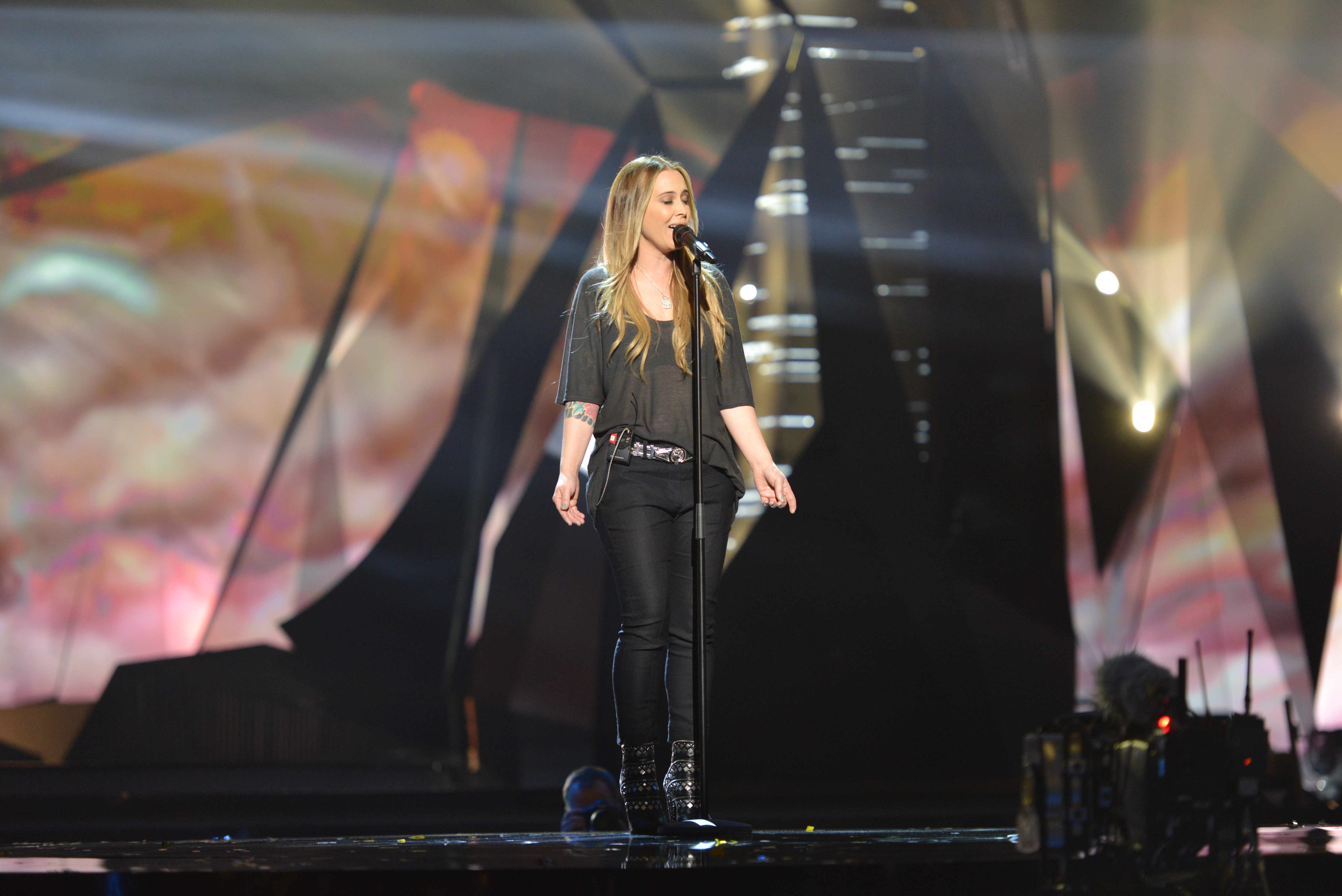
Anouk v Malmö (2013)
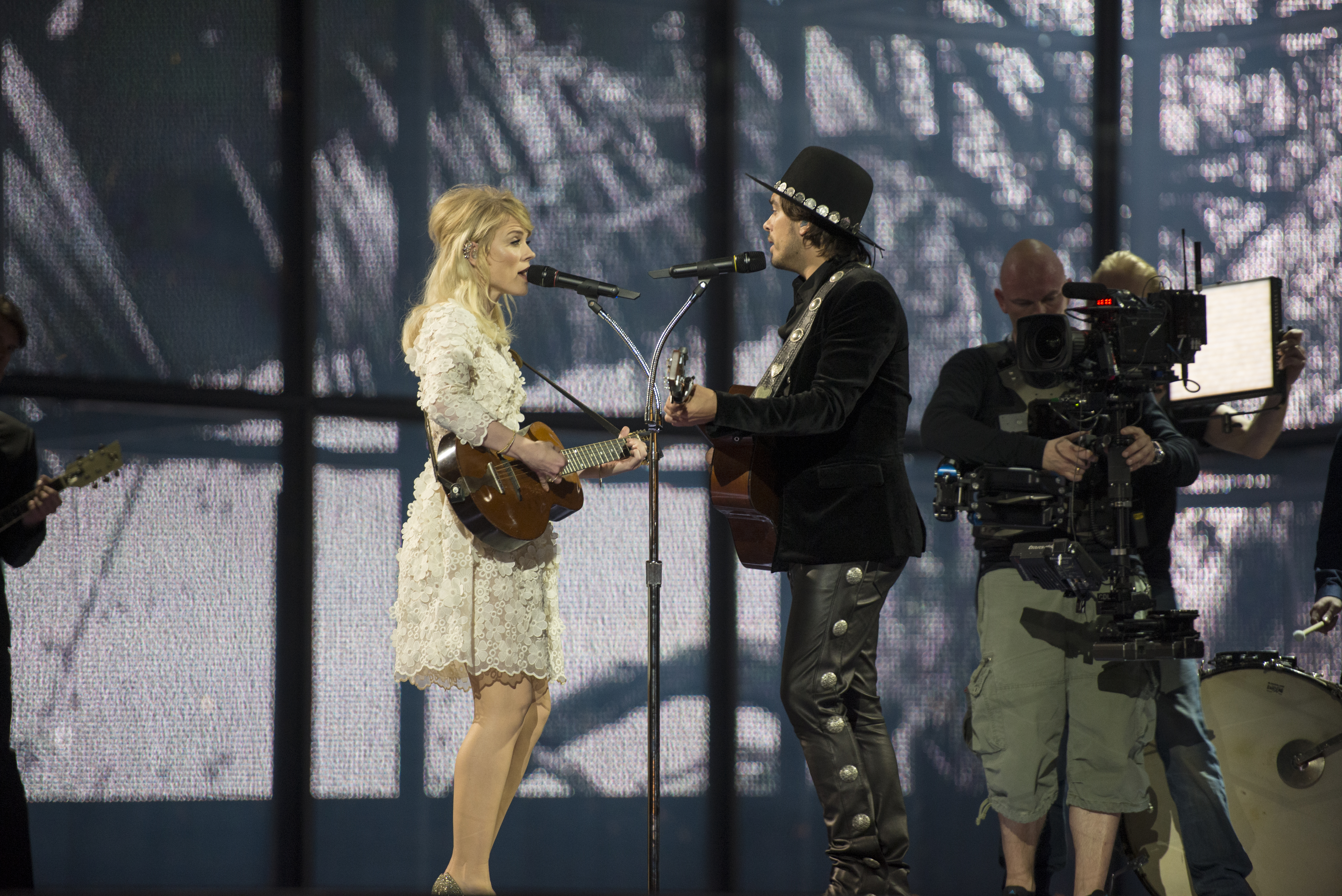
The Common Linnets v Kodani (2014)
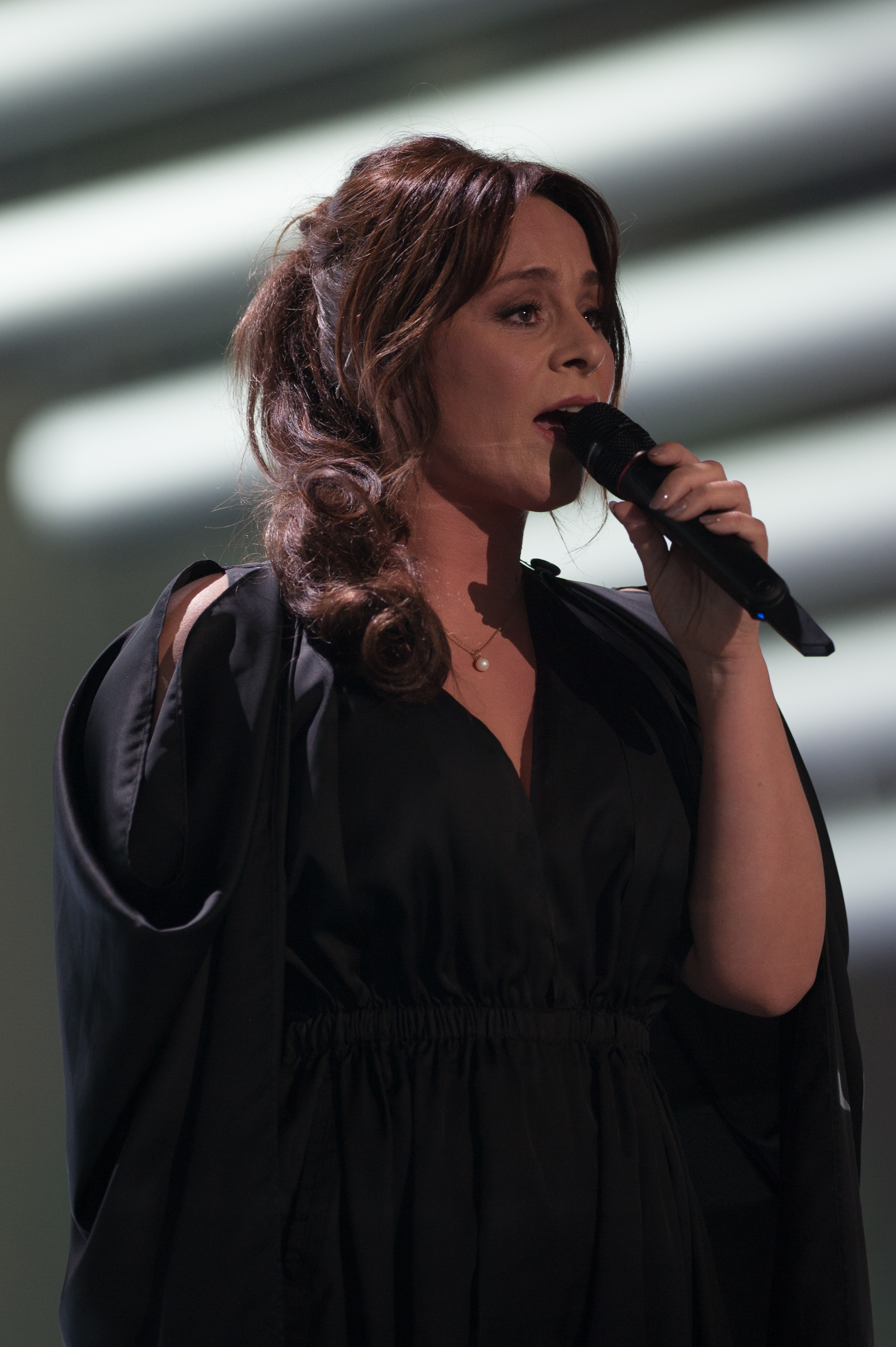
Trijntje Oosterhuis ve Vídni (2015)
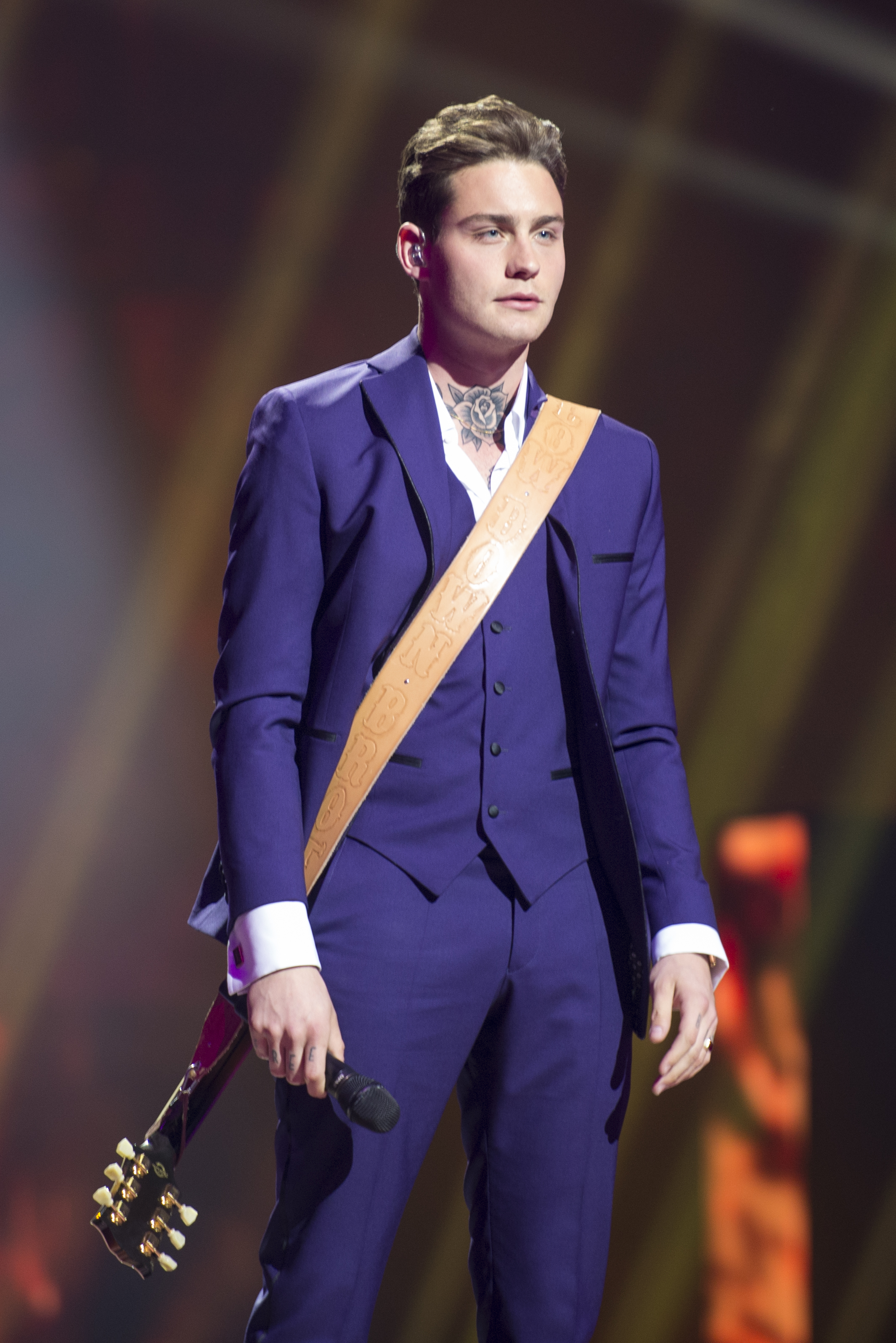
Douwe Bob ve Stockholmu (2016)
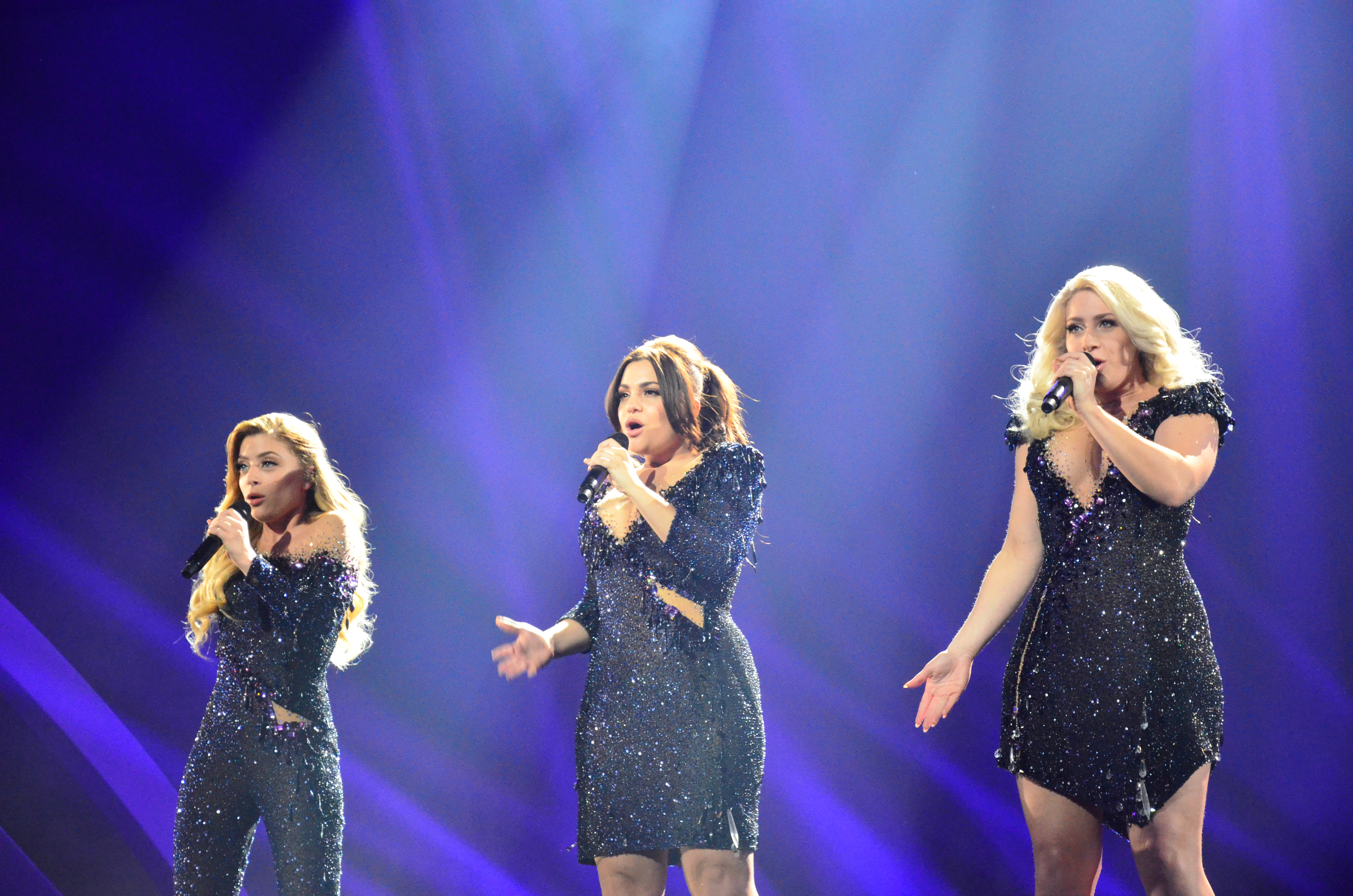
O'G3NE v Kyjevě (2017)
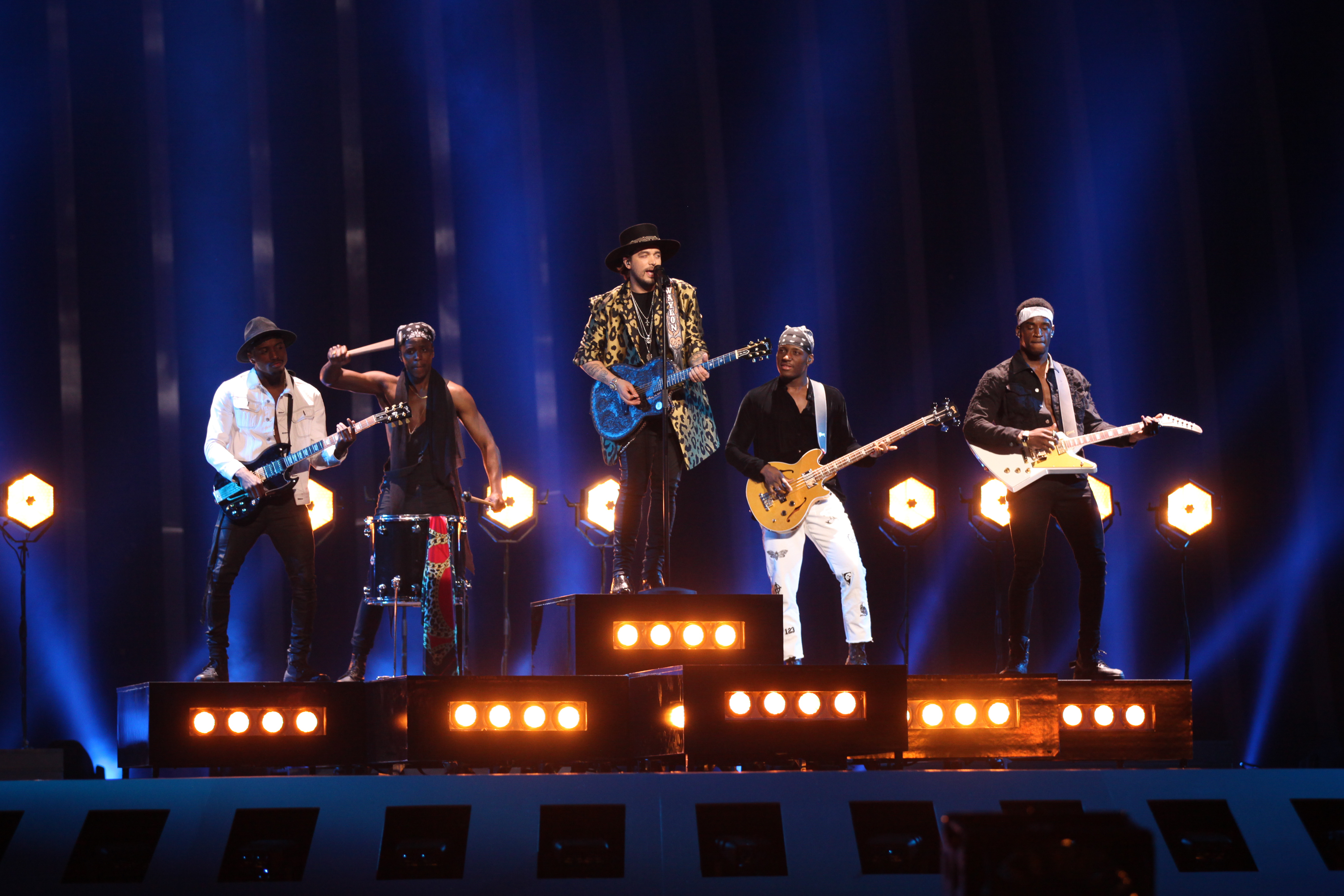
Waylon v Lisabonu (2018)
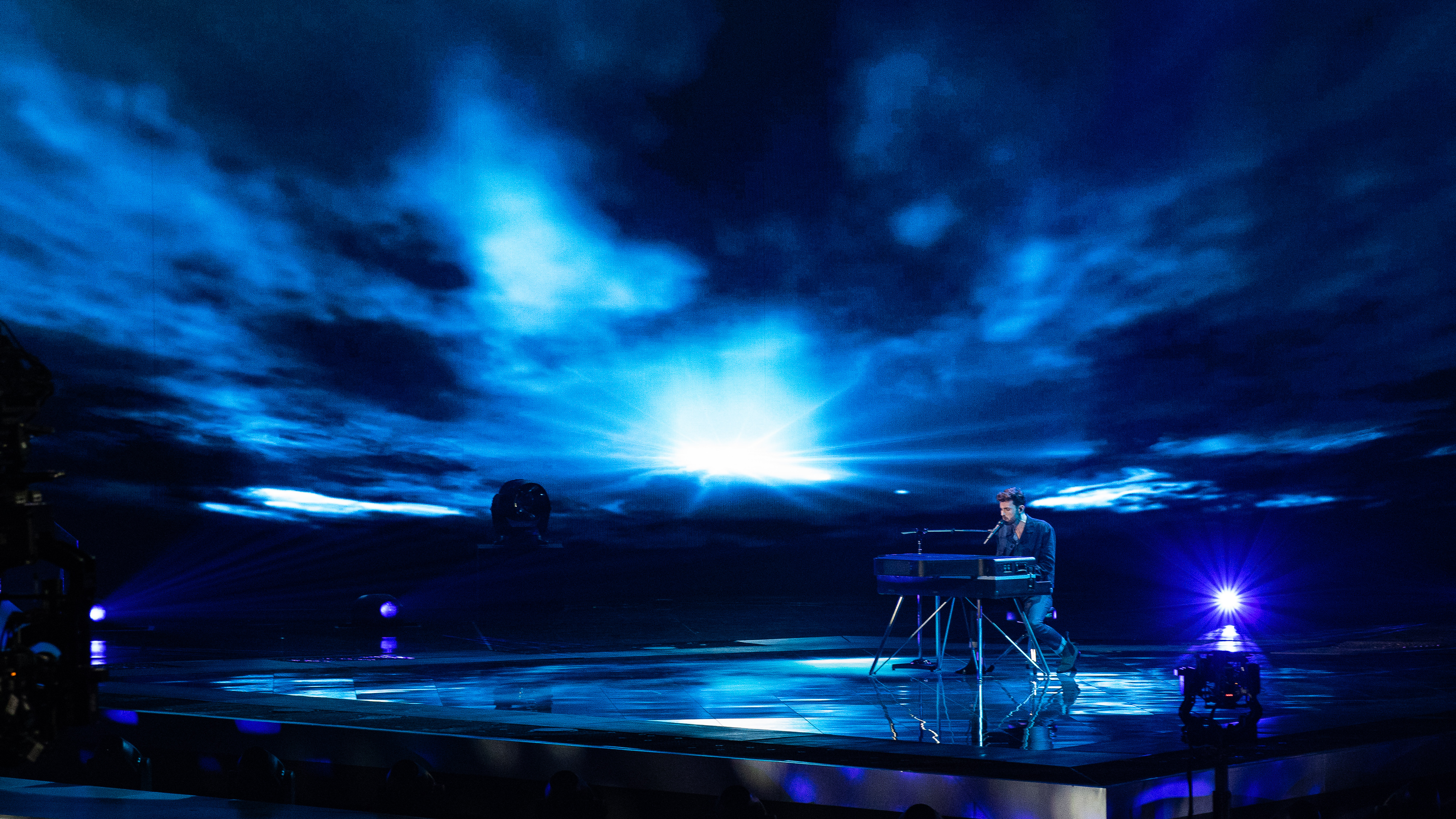
Duncan Laurence v Tel Avivu (2019)
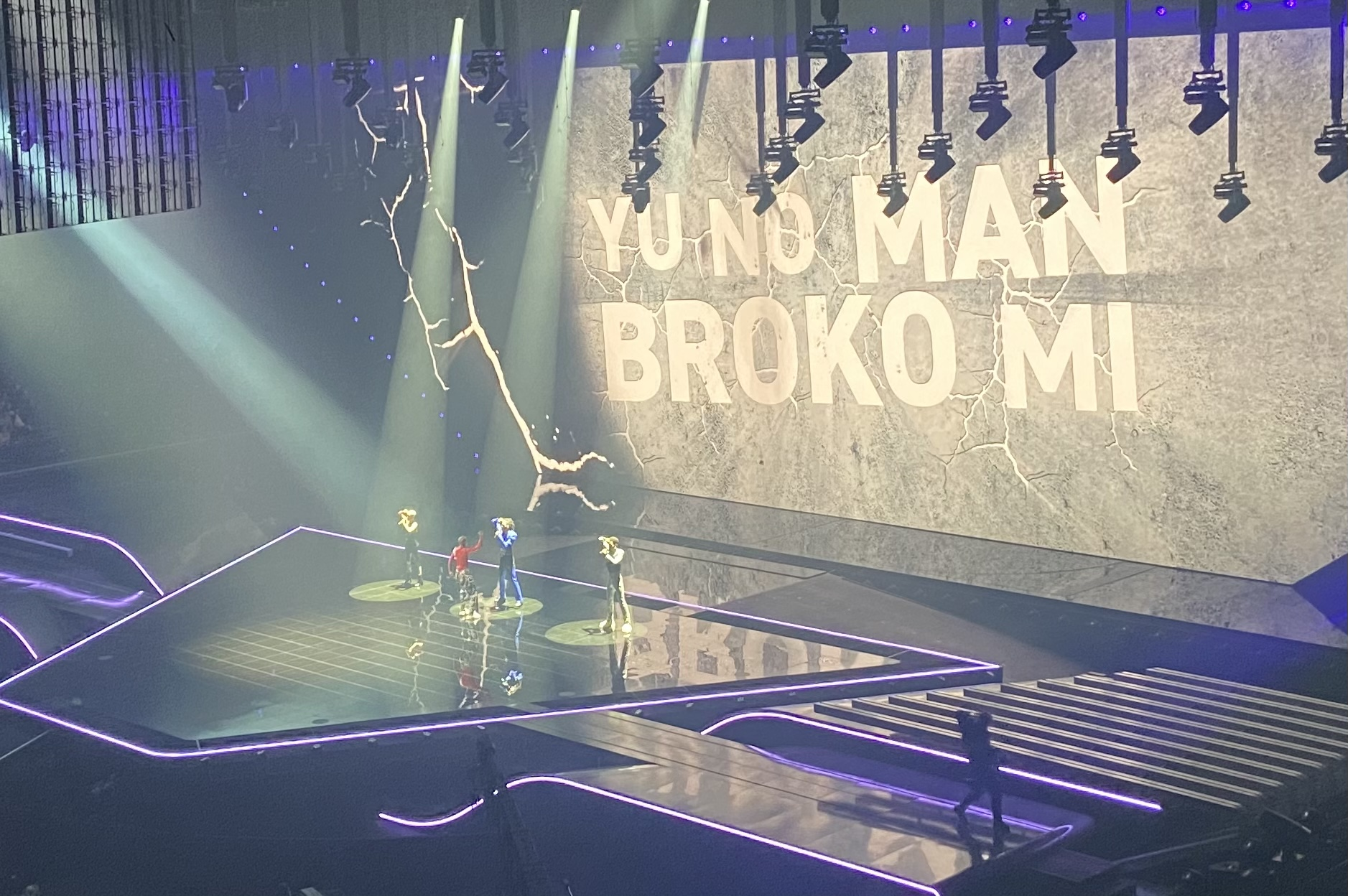
Jeangu Macrooy v Rotterdamu (2021)
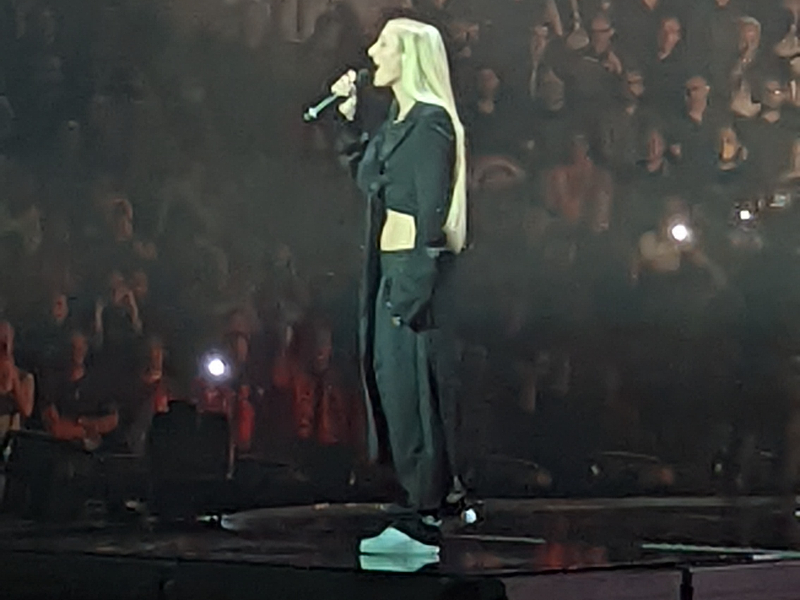
S10 v Turíně (2022)
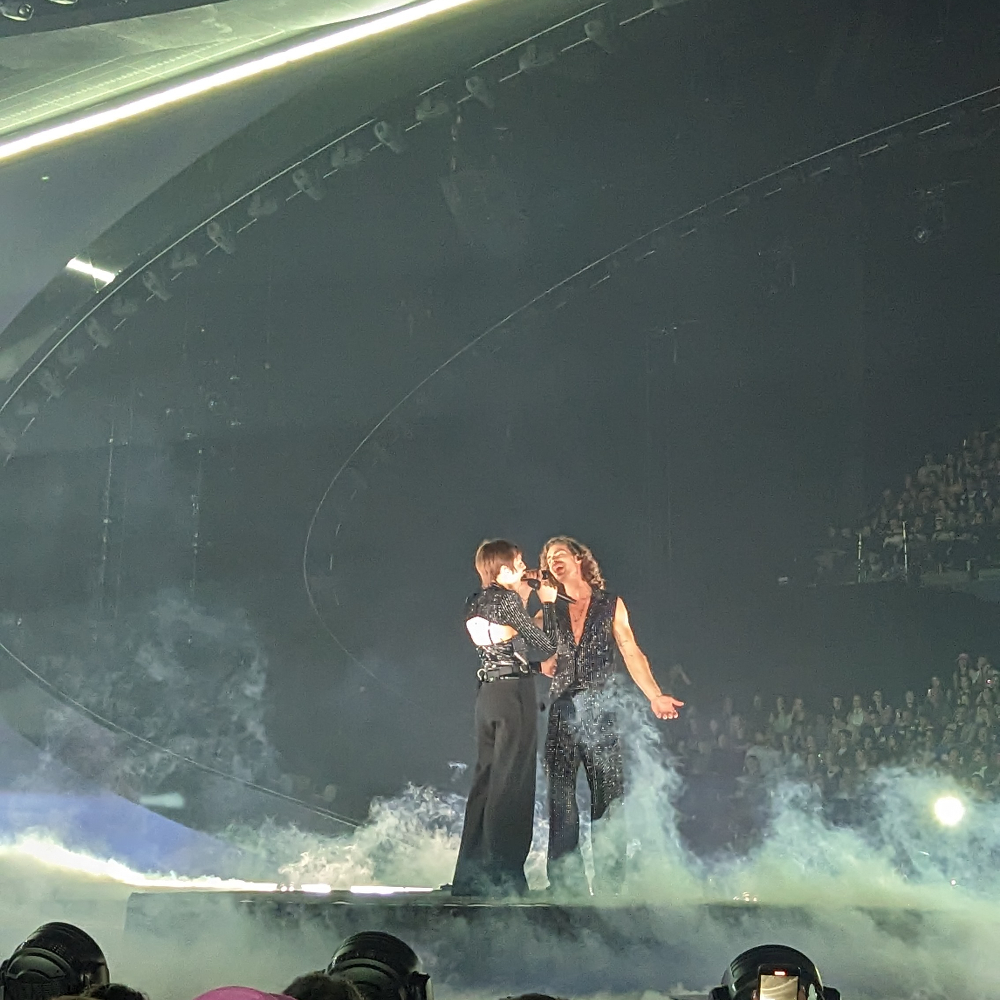
Mia Nicolai a Dion Cooper v Liverpoolu (2023)
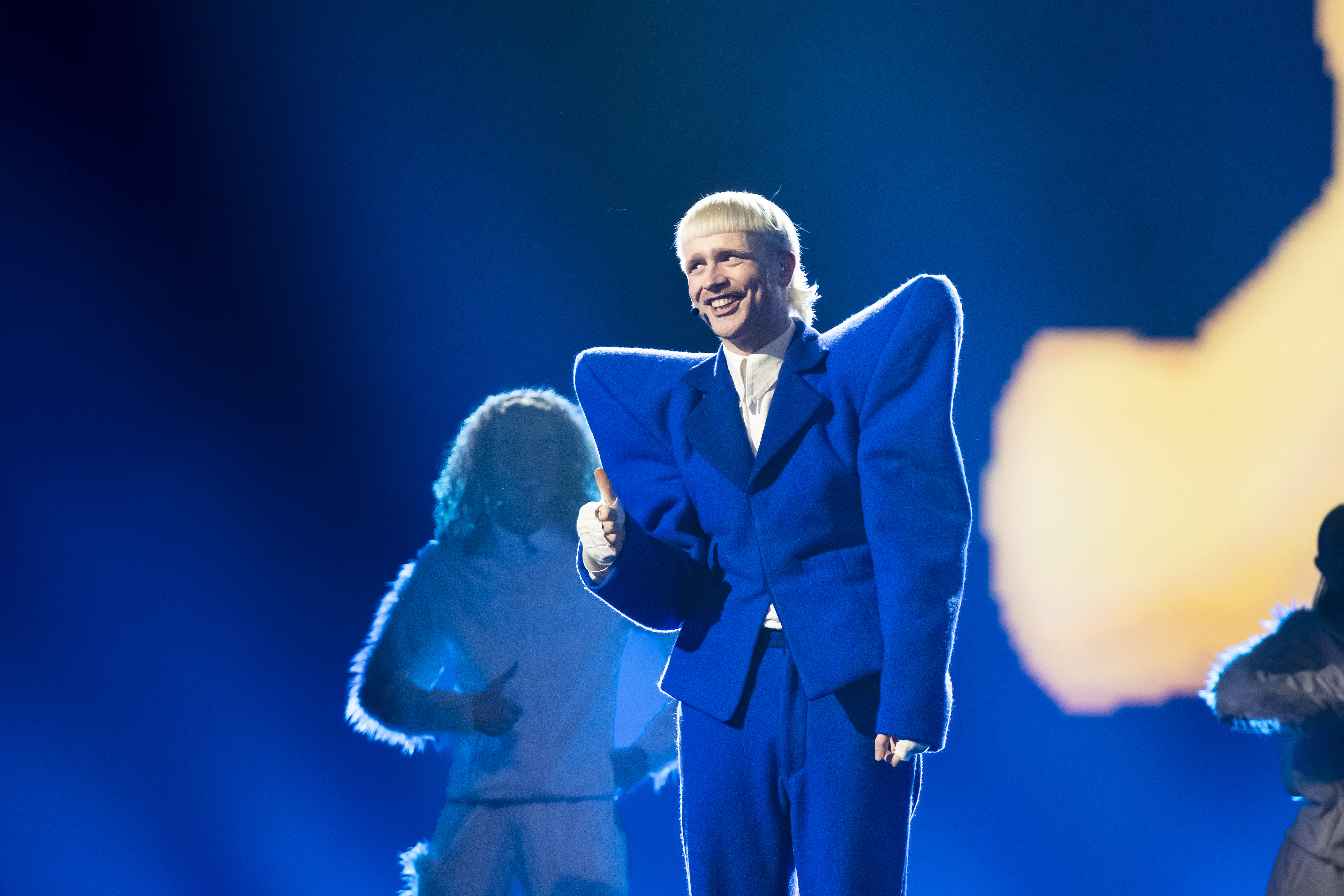
Joost Klein v Malmö (2024)
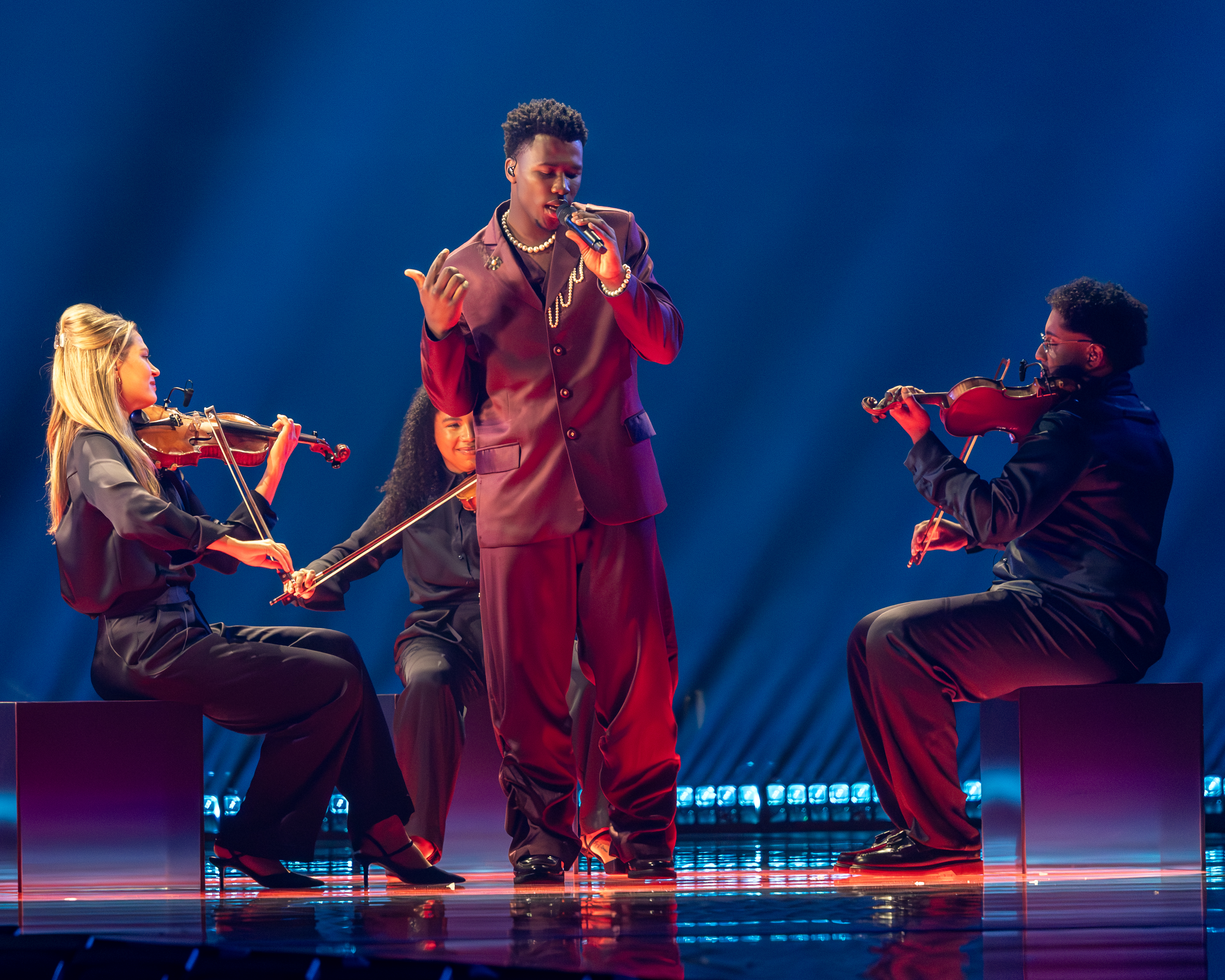
Claude v Basileji (2025)